# QED 式の密室
『QED 式の密室』 （キューイーディー しきのみっしつ）は、高田崇史による推理小説。
メフィスト賞受賞作家の手による密室をテーマにした競作の中の1冊。QEDシリーズの第5作。

## 出版履歴
- 2002年：講談社ノベルス、ISBN 978-4-06-182229-0
- 2005年：講談社文庫、ISBN 978-4-06-275026-4

## あらすじ
平成7年の正月、バー「カル・デ・サック」で、桑原が奈々に、昭和61年、桑原と小松崎の出会いのきっかけになった密室殺人について語り、さらに安倍晴明、そして式神について解き明かす。

## 登場人物
桑原 崇（くわばら たかし）
萬治漢方勤務の薬剤師。通称、タタル。
棚旗 奈々（たなはた なな）
ホワイト薬局勤務の薬剤師。
小松崎 良平（こまつざき りょうへい）
通称、熊つ崎。

### 弓削家
弓削 和哉（ゆげ かずや）
タタルの同級生。明邦大学文学部。
弓削 清隆（ゆげ きよたか）
陰陽師の末裔、弓削家当主。和哉の祖父にあたる。昭和31年に殺害される。
弓削 暢子（ゆげ ようこ）
清隆の妻。昭和31年に自殺。
弓削 定雄（ゆげ さだお）
清隆の長男。和哉の父親。昭和31年当時は陸上部で、昭和61年段階では、都立高校の数学教師。

### 関係者
片桐 傳一郎（かたぎり でんいちろう）
弓削家執事。
小西 時枝（こにし ときえ）
弓削家の住み込み手伝い。
木津川 将人（きつがわ まさと）
時枝の婚約者。弓削清隆に弟子入り志願をしていた。

### 警視庁
岩築 虎蔵（がんちく とらぞう）
警視庁捜査一課。巡査部長。岩築竹松の父。
黒澤 鉄五郎（くろさわ てつごろう）
警視庁捜査一課。警部。虎蔵の上司で、通称「鬼の黒鉄」。